# Вільяррубія-де-Сантьяго
Вільяррубія-де-Сантьяго (ісп. Villarrubia de Santiago) — муніципалітет в Іспанії, у складі автономної спільноти Кастилія-Ла-Манча, у провінції Толедо. Населення — 2875 осіб (2010).
Муніципалітет розташований на відстані близько 55 км на південний схід від Мадрида, 60 км на схід від Толедо.

## Демографія
Динаміка населення (INE ):

## Галерея зображень

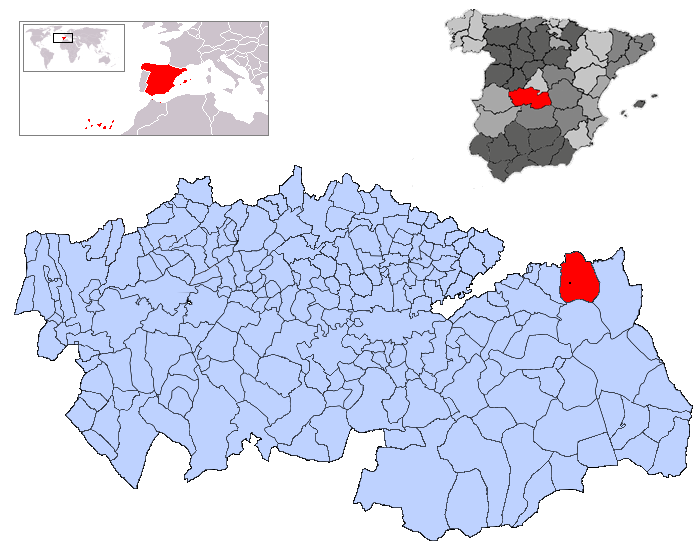
Розташування муніципалітету у провінції Толедо